# UFC on ESPN: Reyes vs. Weidman
UFC on ESPN: Reyes vs. Weidman (también conocido como UFC on ESPN 6) fue un evento de artes marciales mixtas producido por Ultimate Fighting Championship que tuvo lugar el 18 de octubre de 2019 en el TD Garden en Boston, Massachusetts.

## Historia
El evento estelar contó con una pelea de peso semipesado entre Dominick Reyes y el excampeón de peso mediano de UFC, Chris Weidman.
Un combate de peso pluma entre Zabit Magomedsharipov y Calvin Kattar estaba programado para este evento. Sin embargo, a mediados de septiembre, los funcionarios de la promoción eligieron reprogramar la pelea por razones no reveladas para que tuviera lugar tres semanas después en UFC Fight Night: dos Santos vs. Volkov.
Brendan Allen tenía previsto enfrentar a Eric Spicely en el evento. Sin embargo, Spicely se vio obligado a retirarse del evento debido a una razón no revelada. Fue reemplazado por Kevin Holland.
En los pesajes, Deron Winn y Manny Bermúdez no dieron el peso requerido para sus respectivas peleas. Winn pesó 188.5 libras, 2.5 libras por encima del límite de la división de peso medio (186 lbs). Bermúdez pesó 148 libras, 2 libras por encima del límite de la división de peso pluma (146 lbs). Ambas peleas se llevaron a cabo en un peso acordado. Winn y Bermúdez fueron multados con el 20% de su pago, que fue para sus oponentes Darren Stewart y Charles Rosa, respectivamente.

## Resultados
1. ↑  Originalmente victoria por decisión unánime (29–28, 29–28, 29–28) para Hardy. Cambiado después de usar un inhalador entre las rondas 2 y 3.
2. ↑  A Belbiţă se le redujo un punto en la ronda 2 por agarrar la jaula.

## Premios extra
Los siguientes peleadores recibieron $50,000 en bonos:
- Pelea de la Noche: Yair Rodríguez vs. Jeremy Stephens
- Actuación de la Noche: Dominick Reyes y Charles Rosa